# آرت (نام)
آرت یک شکل کوتاه هلندی از نام داده Arnout (انگلیسی Arnold) است. افراد قابل توجه با این نام عبارتند از:
- آرت ده خئوس (متولد ۱۹۵۴)، تاجر کامپیوتر آمریکایی هلندی الاصل
- آرت ویرهوتن (متولد ۱۹۷۰)، دوچرخه سوار هلندی
- آرت آلبلاس (۱۹۱۸–۱۹۴۴)، افسر نیروی دریایی هلند، عضو مقاومت
- آرت دن بوئر (۱۸۵۲–۱۹۴۱)، معمار و پیمانکار هلندی
- آرت شومان (۱۷۱۰–۱۷۹۲)، نقاش هلندی
- آرت کلاین (۱۹۰۹–۲۰۰۱)، عکاس هلندی
- آرت کوپمنز (۱۹۴۶–۲۰۰۷)، تاجر هلندی
- آرت مالهرب (متولد حدود ۱۹۳۰)، معاون دریاسالار آفریقای جنوبی
- آرت ون آسپرن (متولد ۱۹۵۶)، کارگردان تلویزیون هلندی
- آرت ون آنتوم (۱۵۸۰–۱۶۲۰)، نقاش دریایی هلندی
- آرت ون دن ایسل (۱۹۲۲–۱۹۸۳)، مجسمه‌ساز، نقاش و نقشه‌کش هلندی
- آرت ون دوبنبرگ (۱۸۹۹–۱۹۸۸)، گرافیست هلندی
- آرت ون ویلگنبورگ (۱۹۰۲–۱۹۵۵)، شناگر هلندی
- آرت یان دی گئوس (متولد ۱۹۵۵)، سیاستمدار هلندی و رئیس بنیاد برتلزمن.